# Nicolás Goldbart
Nicolás Goldbart es un director, guionista y montajista de cine argentino. Debutó como director con la película Fase 7 (2011), escrita por él mismo y con la cual ganó el premio al mejor guion en el Festival de Sitges de cine fantástico. También dirigió la serie de televisión Jorge, escrita por Malena Pichot y protagonizada por Santiago Gobernori, Javier Drolas, Nicolas García, Esther Goris y la misma Pichot. Ha realizado el montaje de varias películas argentinas destacadas, como El bonaerense (2002), El fondo del mar (2003), El custodio (2006), Los paranoicos (2008), Amateur (2016), Los delincuentes (2023) y Biónica (2024).
En 2019 dirigió su segundo largometraje titulado El Sistema KEOPS.

## Filmografía
Como montajista
- Derecho viejo (cortometraje, 1998)
- Mundo grúa (1999)
- Bonanza (En vías de extinción) (documental, 2001)
- Modelo 73 (2001)
- Naikor, la estación de servicio (documental, 2001)
- El séptimo día (cortometraje, 2001)
- El descanso (2002)
- El bonaerense (2002)
- Kill (cortometraje, 2002)
- Hoy y mañana (2003)
- El fondo del mar (2003)
- Familia rodante (2004)
- Historias breves IV: Más quel mundo (cortometraje, 2004)
- Sofacama (2006)
- El custodio (2006)
- Cara de queso 'mi primer ghetto' (2006) (supervisión de montaje)
- La señal (sin acreditar)
- Los paranoicos (2008)
- Un Burma blanco (2008)
- Fase 7 (2011) (escritor y director)
- Ulises (2011)
- Dulce de leche (2011)
- La araña vampiro (2012)
- Amor a mares (2012)
- Terror 5 (2016)
- Amateur (2016)
- La cordillera (2017)
- Las noches son de los monstruos (2021)
- Los delincuentes (2023)
- Biónica (2024)